# چاپاکوت، سیناگجا
چاپاکوت (به لاتین: Chapakot Municipality) یک شهرداری در نپال است که در گانداکی پرادش واقع شده‌است. چاپاکوت ۱۲۰٫۵۹ کیلومتر مربع مساحت و ۲۶٬۰۴۲ نفر جمعیت دارد.